# Tape-loop
Een tape-loop is een kort stukje magneetband (tape van een bandrecorder of cassettebandje) waarvan de uiteinden aan elkaar geplakt zijn om hiermee een repeterend geluid te creëren.
De tape-loop is de voorloper van de sample. Met de komst van de digitale samplers is de techniek grotendeels verdwenen, maar hij is nog wel in gebruik bij tape-echo-galmapparaten. Door de bandverzadiging heeft dit type galmapparaat een specifiek traagmodulerend karakter; elke wederopname in het apparaat is anders van structuur dan de voorgaande.
Het eerste voorbeeld in de popmuziek voor het gebruik van een tape-loop is het nummer Tomorrow Never Knows van The Beatles van hun album Revolver. Brian Eno paste in zijn tijd bij Roxy Music en op zijn ambientalbums veelal deze techniek toe. Robert Fripp combineerde de techniek met zijn gitaarspel onder de naam frippertronics.
Bekende acts die veel met tape-loops werkten zijn Throbbing Gristle, Cabaret Voltaire en This Heat. In de minimalistische muziek is vooral Terry Riley erg actief geweest met deze techniek.

## Tape Echo

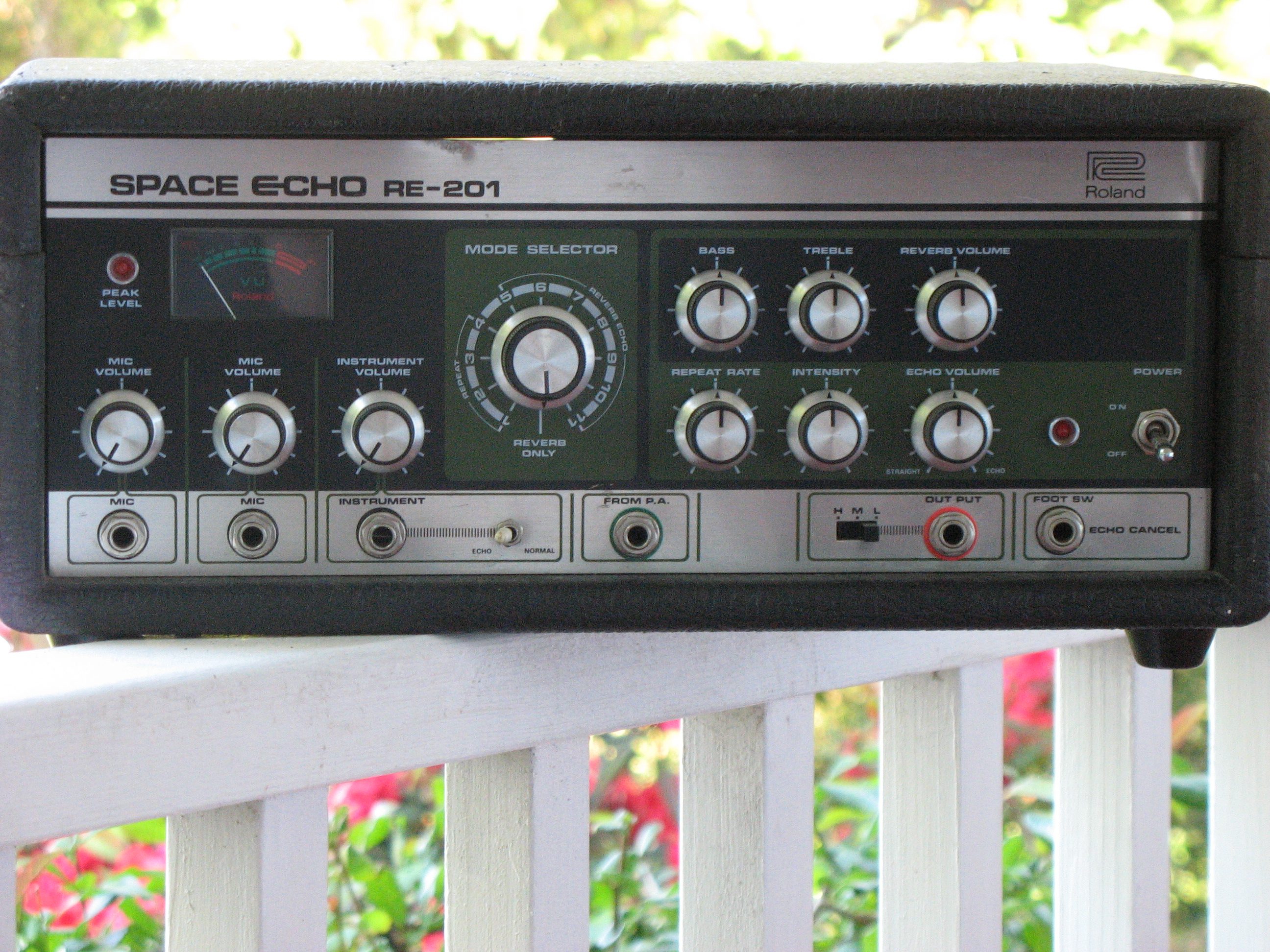
RE-201 Space Echo

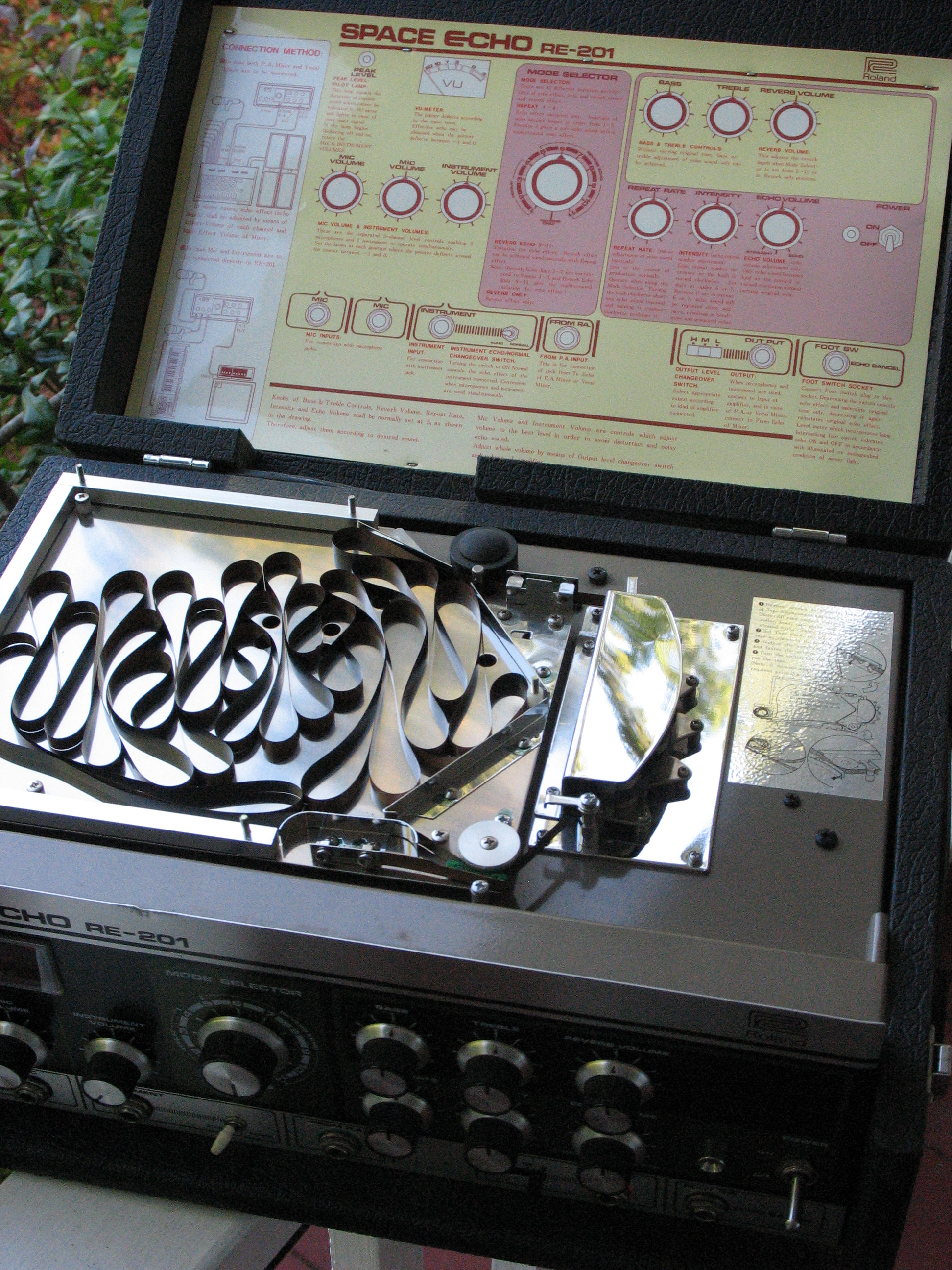
RE-201 Tapetransport

Een tape-echo, ook wel space-echo genoemd, is een apparaat dat gebruikmaakt van een rond kort stuk. Bij de Roland Space Echo is de tapelengte 400 cm, die door een opnamekop en een afspeelkop naast een galm tevens een repetitieve echo of delay kan genereren. Hoewel het stuk tape een gesloten korte cirkel vormt is dit geen echte tape-loop, omdat elke loop heropgenomen wordt. Het effect heeft wel een vergelijkbaar karakter, dat de echte tape-loop dicht benadert. De tape-echo verschilt erin dat de repetities subtiel moduleren doordat er geluid toegevoegd wordt en verdwijnt door de heropname. Na verloop van tijd is het geluid niet meer gelijk aan het brongeluid, het is echter geen egale ruis geworden, doordat de tape vanwege zijn fysische eigenschappen een eigen klankkleur genereert.

## Mellotron

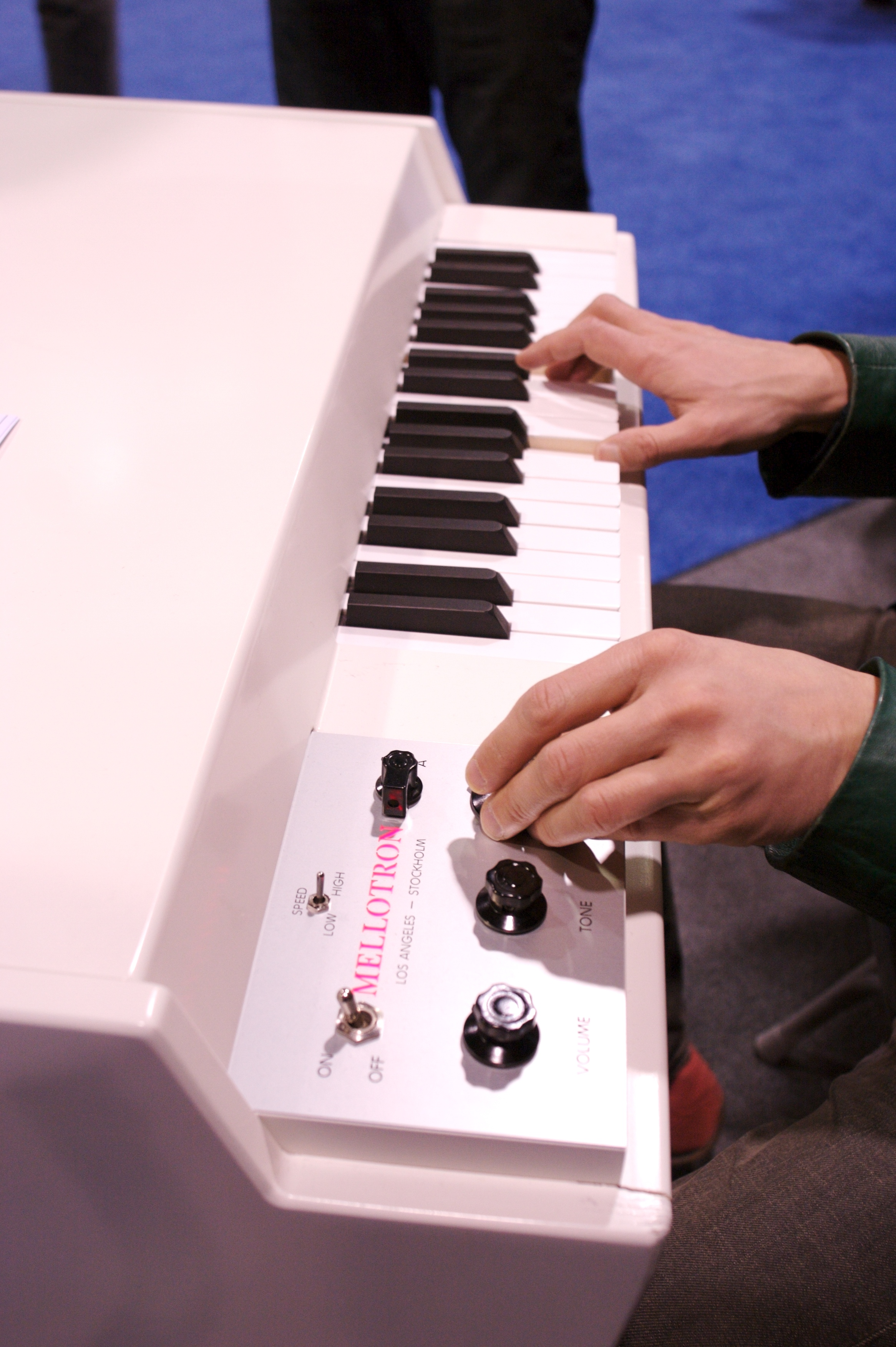
Mellotron

Een mellotron is een elektrisch muziekinstrument met toetsen, waarbij het geluid geproduceerd wordt door middel van op magneetbanden opgenomen geluidsfragmenten.